# Rudenkiwka
Rudenkiwka (ukr. Руденківка) – wieś na Ukrainie, w obwodzie połtawskim, w rejonie połtawskim, w hromadzie Nowi Sanżary. W 2001 liczyła 2440 mieszkańców, spośród których 2358 wskazało jako ojczysty język ukraiński, 72 rosyjski, 1 ormiański, 6 romski, a 1 inny.